# Stephopoma roseum
Stephopoma roseum là một loài ốc biển, a marine động vật chân bụng động vật thân mềm thuộc họ Siliquariidae, the slit worm snails.